# Scheinbutte
Die Scheinbutte oder Großzahnflundern (Paralichthyidae) leben im Atlantik und im Indopazifik, einige wenige Arten auch im Brack- und Süßwasser. Wie bei den Butten (Bothidae), Hundszungen (Cynoglossidae) und Steinbutten (Scophthalmidae) wird die linke Körperseite, auf die das Auge von der späteren Blindseite wandert, zur „Oberseite“ des Plattfisches.

## Merkmale
Scheinbutte sind eher kleine Plattfische, die meisten der über 65 Arten werden nur um die 30 Zentimeter lang. Die kleinste Art Tarphops oligolepis erreicht gerade mal 6,5 Zentimeter, während die größte Art, die Kalifornische Flunder (Paralichthys californicus), 1,5 Meter lang wird. Die Bauchflossen sind annähernd symmetrisch, ihre Basis ist schmal, die genaue Position variiert von Art zu Art. Die Flossenstrahlen der Brustflossen sind verzweigt.

## Gattungen und Arten
Es gibt etwa 65 Arten in 10 Gattungen:

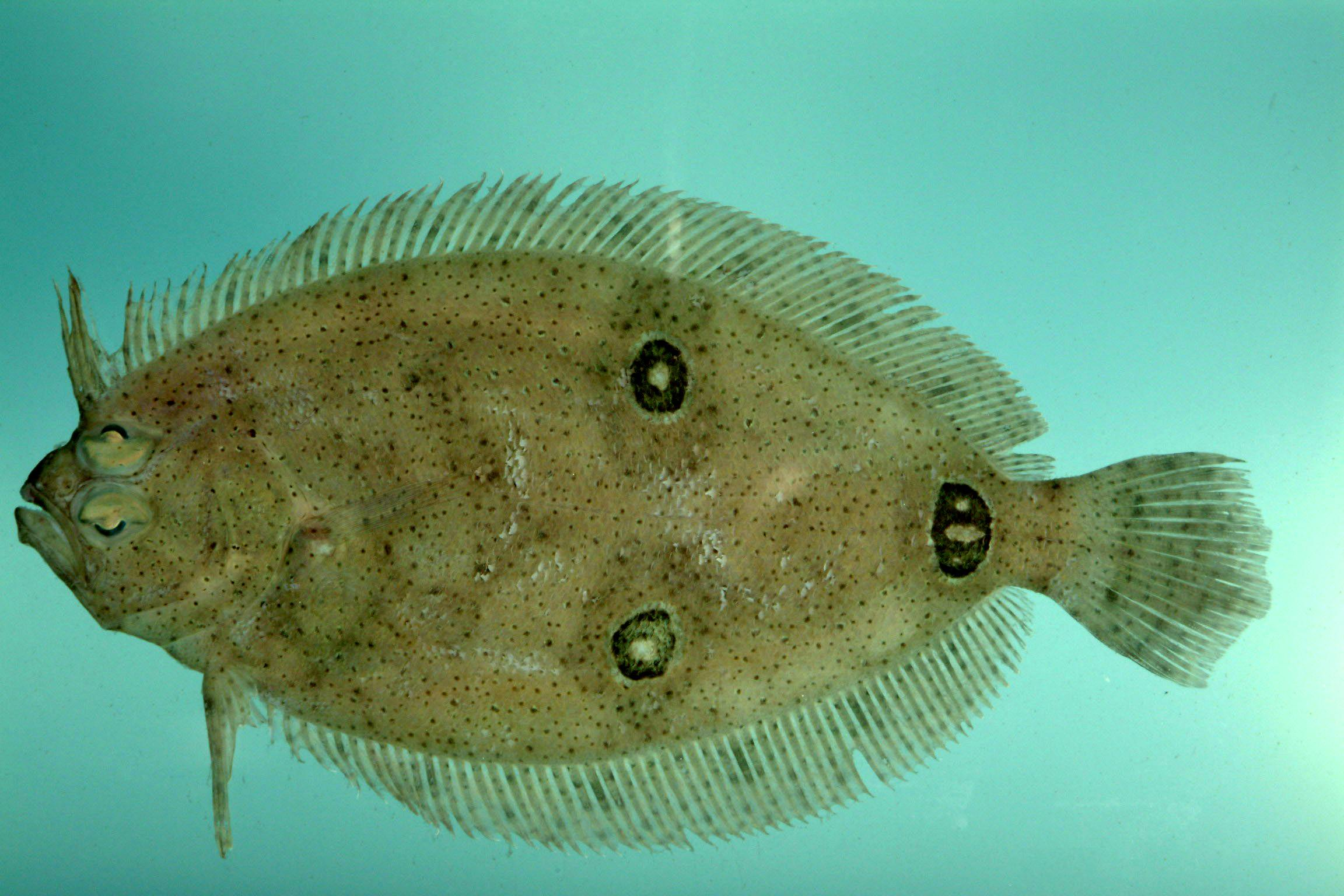
Ancylopsetta dilecta

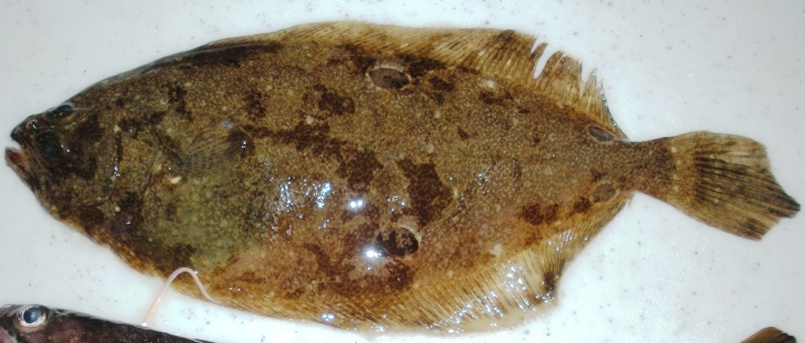
Hippoglossina oblonga

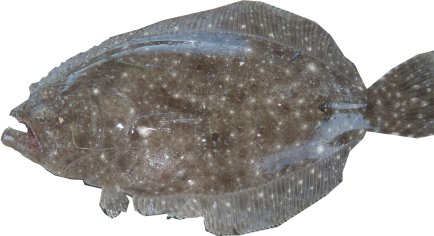
Paralichthys albigutta

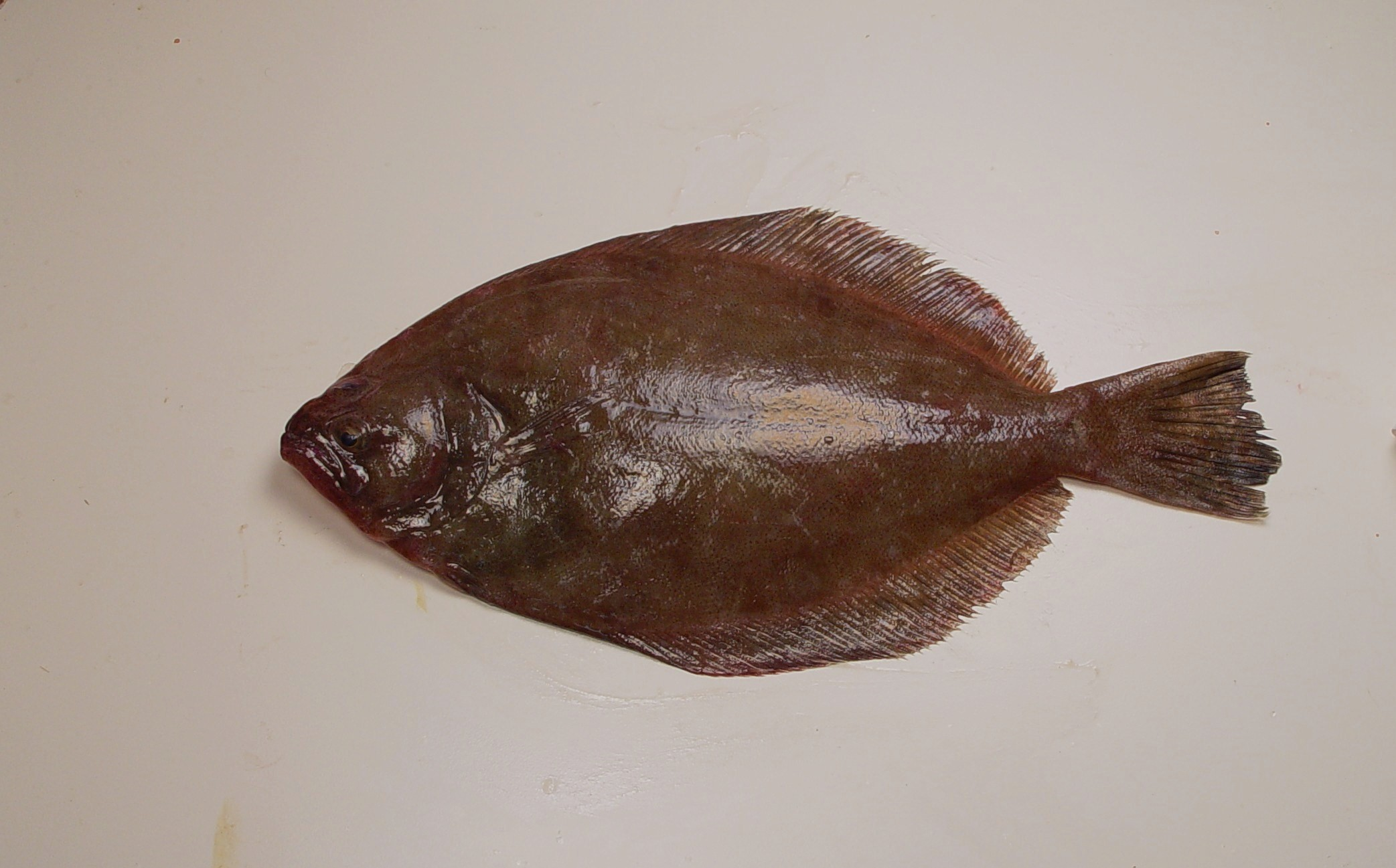
Paralichthys lethostigma

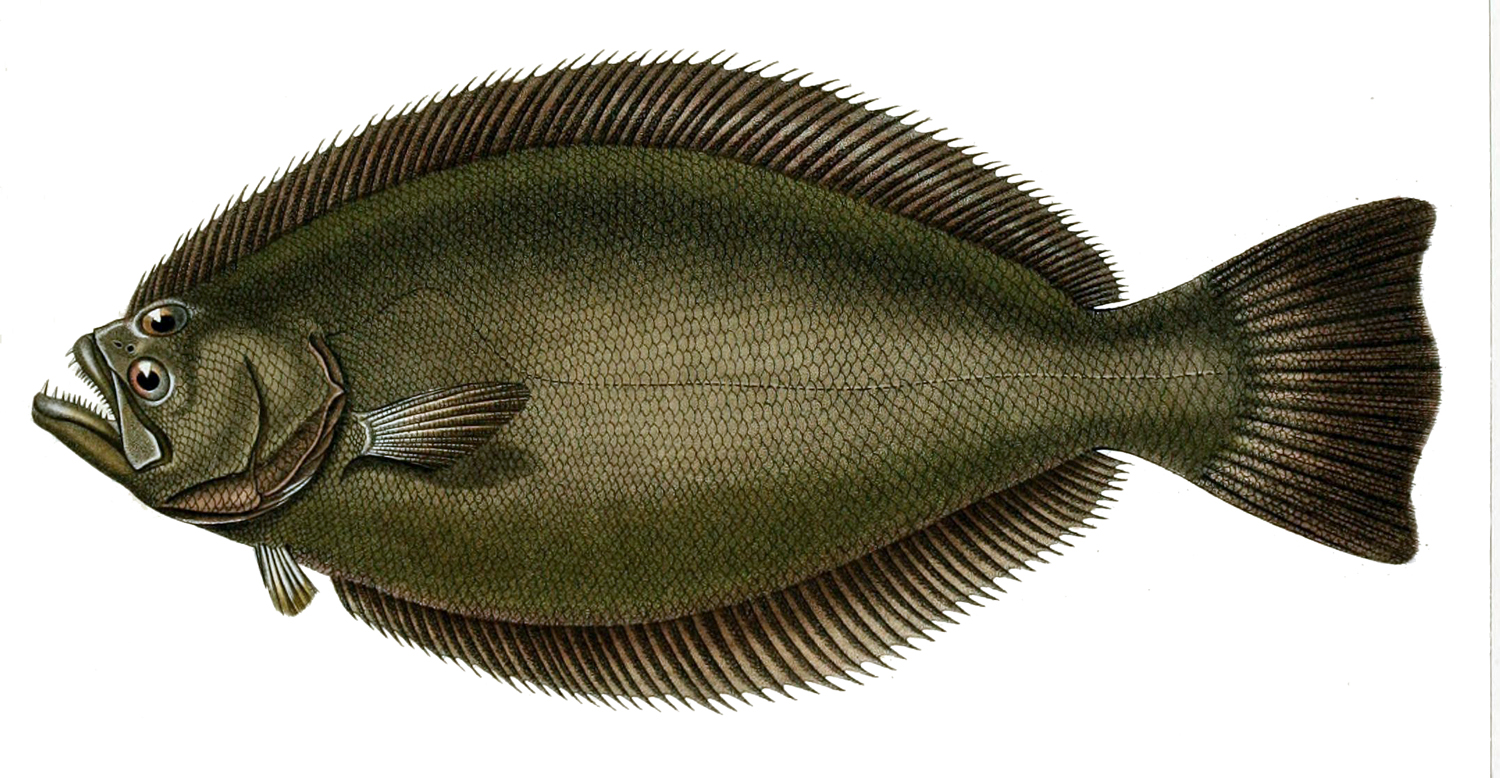
Paralichthys orbignyanus

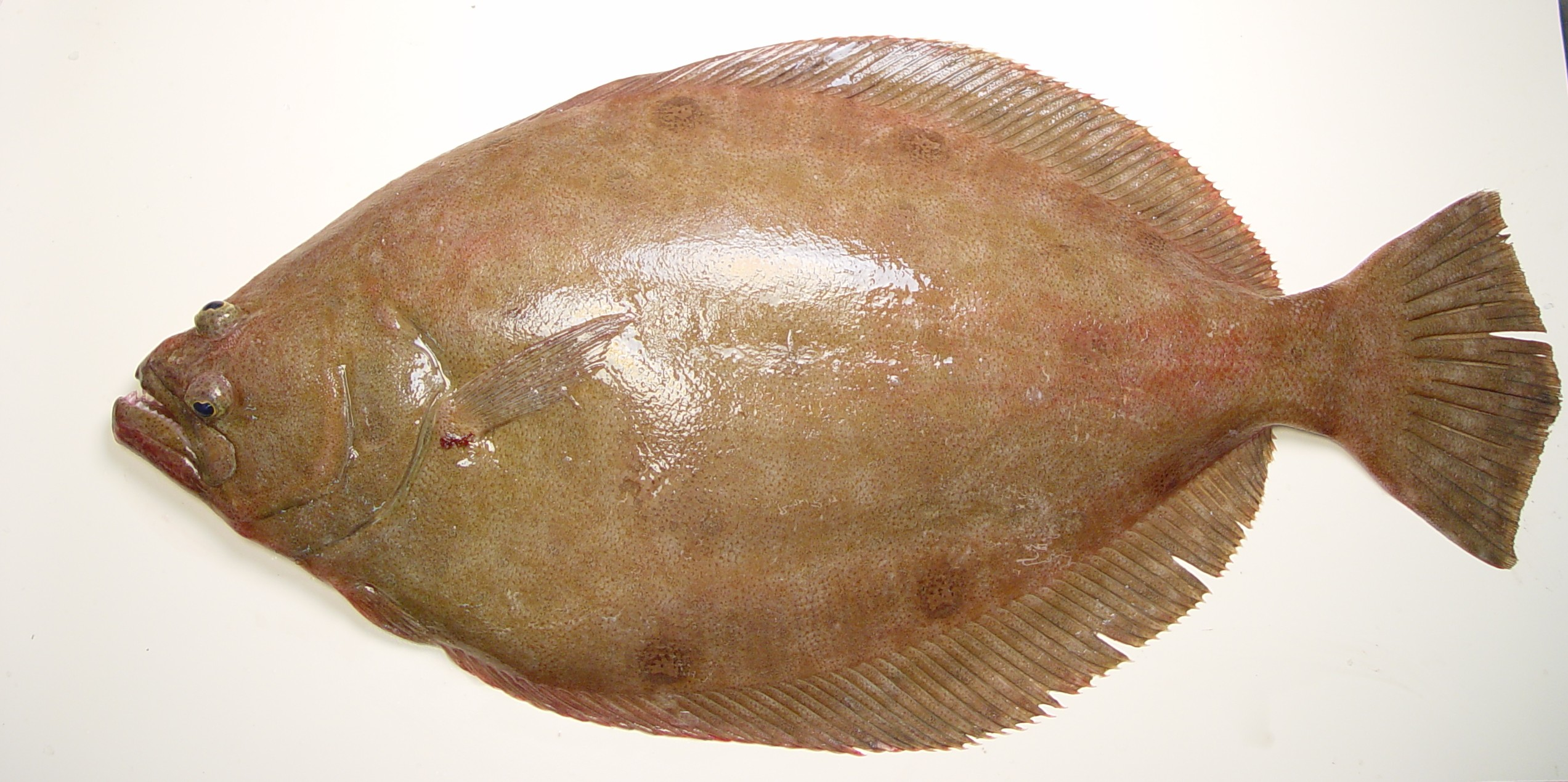
Paralichthys squamilentus

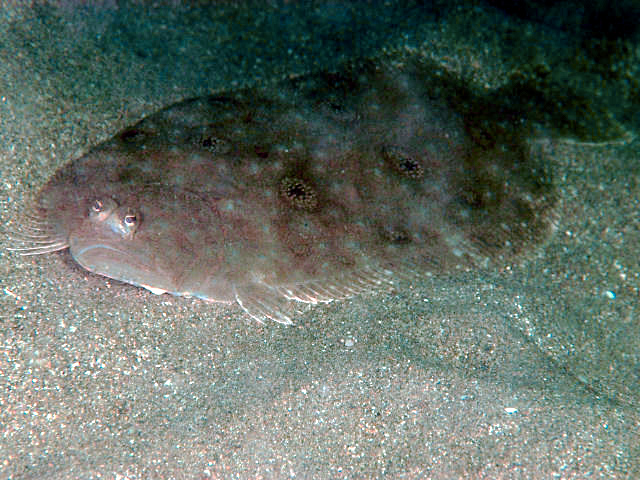
Pseudorhombus oculocirris

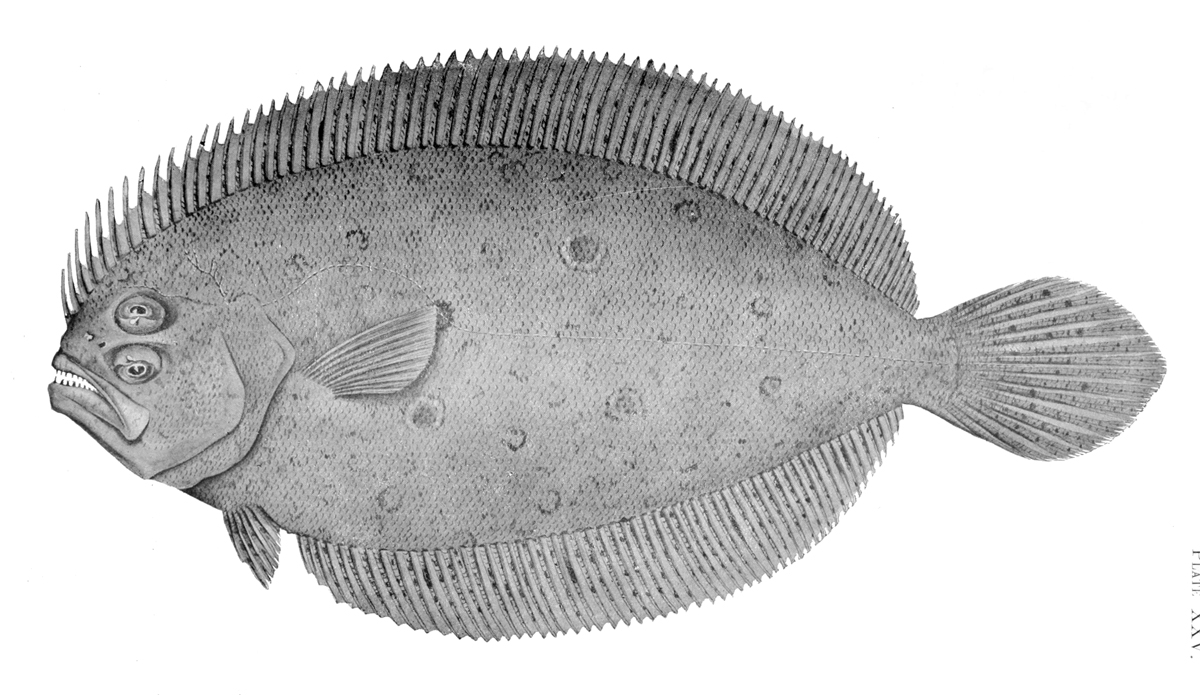
Pseudorhombus spinosus

- Gattung Ancylopsetta Gill, 1864
  - Ancylopsetta antillarum Gutherz, 1966
  - Ancylopsetta cycloidea Tyler, 1959
  - Ancylopsetta dendritica Gilbert, 1890
  - Ancylopsetta dilecta Goode & Bean, 1883
  - Ancylopsetta kumperae Tyler, 1959
  - Ancylopsetta microctenus Gutherz, 1966
  - Ancylopsetta ommata Jordan & Gilbert, 1883
- Gattung Cephalopsetta Dutt and Rao, 1965
  - Cephalopsetta ventrocellatus Dutt & Rao, 1965
- Gattung Gastropsetta Bean, 1895
  - Gastropsetta frontalis Bean, 1895
- Gattung Hippoglossina Steindachner, 1876
  - Hippoglossina bollmani Gilbert, 1890
  - Hippoglossina macrops Dresel, 1885
  - Hippoglossina montemaris de Buen, 1961
  - Hippoglossina mystacium Ginsburg, 1936
  - Hippoglossina oblonga Mitchill, 1815
  - Hippoglossina stomata Eigenmann & Eigenmann, 1890
  - Hippoglossina tetrophthalma Gilbert, 1890
- Gattung Paralichthys Girard, 1858
  - Paralichthys adspersus Steindachner, 1867
  - Paralichthys aestuarius Gilbert & Scofield, 1898
  - Paralichthys albigutta Jordan & Gilbert, 1882
  - Paralichthys brasiliensis Ranzani, 1842
  - Kalifornische Flunder (Paralichthys californicus) Ayres, 1859
  - Paralichthys coeruleosticta Steindachner, 1898
  - Paralichthys delfini Pequeño & Plaza, 1987
  - Paralichthys dentatus Linnaeus, 1766
  - Paralichthys fernandezianus Steindachner, 1903
  - Paralichthys hilgendorfii Steindachner, 1903
  - Paralichthys isosceles Jordan, 1891
  - Paralichthys lethostigma Jordan & Gilbert, 1884
  - Paralichthys microps Günther, 1881
  - Japanische Flunder (Paralichthys olivaceus) Temminck & Schlegel, 1846
  - Paralichthys orbignyanus Valenciennes, 1842
  - Paralichthys patagonicus Jordan, 1889
  - Paralichthys schmitti Ginsburg, 1933
  - Paralichthys squamilentus Jordan & Gilbert, 1882
  - Paralichthys triocellatus Miranda-Ribeiro, 1903
  - Paralichthys tropicus Ginsburg, 1933
  - Paralichthys woolmani Jordan & Williams, 1897
- Gattung Pseudorhombus Bleeker, 1862
  - Pseudorhombus annulatus Norman, 1927
  - Pseudorhombus argus Weber, 1913
  - Pseudorhombus arsius Hamilton, 1822
  - Pseudorhombus binii Tortonese, 1955
  - Pseudorhombus cinnamoneus Temminck & Schlegel, 1846
  - Pseudorhombus ctenosquamis Oshima, 1927
  - Pseudorhombus diplospilus Norman, 1926
  - Pseudorhombus dupliciocellatus Regan, 1905
  - Pseudorhombus elevatus Ogilby, 1912
  - Pseudorhombus javanicus Bleeker, 1853
  - Pseudorhombus jenynsii Bleeker, 1855
  - Pseudorhombus levisquamis Oshima, 1927
  - Pseudorhombus malayanus Bleeker, 1865
  - Pseudorhombus megalops Fowler, 1934
  - Pseudorhombus micrognathus Norman, 1927
  - Pseudorhombus natalensis Gilchrist, 1904
  - Pseudorhombus neglectus Bleeker, 1865
  - Pseudorhombus oculocirris Amaoka, 1969
  - Pseudorhombus oligodon Bleeker, 1854
  - Pseudorhombus pentophthalmus Günther, 1862
  - Pseudorhombus polyspilos Bleeker, 1853
  - Pseudorhombus quinquocellatus Weber & de Beaufort, 1929
  - Pseudorhombus russellii Gray, 1834
  - Pseudorhombus spinosus McCulloch, 1914
  - Pseudorhombus tenuirastrum Waite, 1899
  - Pseudorhombus triocellatus Miranda-Ribeiro, 1903
- Gattung Tarphops Jordan & Thompson, 1914
  - Tarphops elegans Amaoka, 1969
  - Tarphops oligolepis Bleeker, 1858–1859
- Gattung Tephrinectes Günther, 1862
  - Tephrinectes sinensis Lacépède, 1802
- Gattung Thysanopsetta Günther, 1880
  - Thysanopsetta naresi Günther, 1880
- Gattung Xystreurys Jordan und Gilbert, 1880
  - Xystreurys liolepis Jordan & Gilbert, 1880
  - Xystreurys rasile Jordan, 1891

## Systematik
Die Paralichthyidae wurden 1910 durch den britischen Ichthyologen Charles Tate Regan als Unterfamilie (Paralichthinae) der Schollen (Pleuronectidae) beschrieben und später in den Familienrang erhoben. Bis Anfang September 2019 gehörten noch 45 weitere Arten mit den Gattungen Citharichthys, Cyclopsetta, Etropus und Syacium zu den Scheinbutten. In dieser Zusammensetzung waren die Scheinbutte aber eine polyphyletische Gruppe. Während eine Gattungsgruppe um die Typusgattung Paralichthys die Schwestergruppe der Schollen (Pleuronectidae) ist, ist eine andere, aus den Gattungen Citharichthys, Cyclopsetta, Etropus und Syacium bestehend, die Schwestergruppe der Butte (Bothidae). Um wieder zu monophyletischen Familien zu kommen, wie in einer modernen Systematik gefordert, wurde Anfang September 2019 für die Gattungen Citharichthys, Cyclopsetta, Etropus und Syacium die Familie Cyclopsettidae eingeführt.